# Suimanga del Tekezé
El suimanga del Tekezé (Nectarinia tacazze) és un ocell de la família dels nectarínids (Nectariniidae).

## Hàbitat i distribució
Habita zones amb herba a la vora del bosc, a les muntanyes d'Etiòpia, Eritrea, sud-est del Sudan, nord-est d'Uganda, oest i centre de Kenya i nord-est de Tanzània.